# Białynin (przystanek kolejowy)
Białynin – wąskotorowy kolejowy przystanek osobowy w mieście Jeżów, w powiecie brzezińskim, w województwie łódzkim, w Polsce. Obsługuje ruch turystyczny. Znajduje się tu tylko jeden ziemny peron. Mieści się na skraju miejscowości.